# 10934 Pauldelvaux
10934 Pauldelvaux è un asteroide della fascia principale. Scoperto nel 1998, presenta un'orbita caratterizzata da un semiasse maggiore pari a 3,2122486 UA e da un'eccentricità di 0,0679930, inclinata di 3,52080° rispetto all'eclittica.